# گیاه‌پارچ چنیانا
نیپنتیز چنیانا (نام علمی: Nepenthes chaniana) نام یک گونه از سرده گیاه‌پارچ‌ها است. نام گیاه از داتوک چان چو لون (Datuk Chan Chew Lun)، مدیر عامل انتشارات تاریخ طبیعی بورنوئو (Natural History Publications (Borneo)) گرفته شده است. مشخصه آن یک توده متراکم از موهای بلند و سفید است. پارچ‌ها استوانه‌ای شکل و بیشتر به رنگ سفید متمایل به زرد هستند.
گیاه‌پارچ چانیانا متعلق به "هم‌تافت گیاه‌پارچ والا" است که به‌طور محدود تعریف شده است، که همچنین شامل گونه‌های دیگر، گیاه‌پارچ بوشیانا، گیاه‌پارچ هوازی، گیاه‌پارچ آیما، گیاه‌پارچ فیضل، گیاه‌پارچ تیره، گیاه‌پارچ کلوسی، گیاه‌پارچ والا، گیاه‌پارچ لب‌تخت، گیاه‌پارچ باریک‌برگ و گیاه‌پارچ ووگلی.
گیاهان کشت شده این گونه برای مدت طولانی به اشتباه به‌عنوان گیاه‌پارچ مودار (N. pilosa) شناخته می‌شدند. در حالی که گیاه‌پارچ مودار بومی کالیمانتان است، گیاه‌پارچ چانیانا بومی صباح و ساراواک (Bukit Batu Lawi و سایر کوه‌ها) است. پارچ‌های گیاه‌پارچ مودار گردتر و از نظر شکل گسترده‌تر از گیاه‌پارچ چانیانا هستند. نمونه نوع گیاه‌پارچ چانیانا توسط چارلز کلارک (Charles Clarke)) در کوه آلاب (Mount Alab)، بلندترین قله در پارک ملی کراکر رنج (Crocker Range National Park) جمع‌آوری شد.

## دورگه‌های طبیعی
گیاه‌پارچ یقه‌سفید × گیاه‌پارچ چانیانا
گیاه‌پارچ چانیانا ×  گیاه‌پارچ ویچی
گیاهانی که توسط چارلز کلارک به‌عنوان دورگه‌ بین گیاه‌پارچ چانیانا (در آن زمان به نام گیاه‌پارچ مودار شناخته می‌شد) و گیاه‌پارچ لوئیای در حال حاضر تصور می‌شود که نشان دهنده گیاه‌پارچ لوئیای × گیاه‌پارچ تیره هستند.